# Sebastiano Consoli
Sebastiano Consoli (Trecastagni, 30 agosto 1875 – Belpasso, 19 marzo 1956) è stato uno scrittore, drammaturgo, archeologo e politico italiano.

## Biografia
Figlio di Antonino Consoli e Rosaria Torrisi, durante la giovane età si distinse per la composizione di alcune poesie, tra le quali San Martino del 1904, dedicata allo zio Michelangelo Torrisi. Sposò Agatina Rapisarda e da lei ebbe quattro figli: Antonino, Rosaria, Matteo e Maria.  
Pubblicò numerose opere teatrali e letterarie, rappresentate nel Teatro Greco di Siracusa e nell'Anfiteatro romano di Catania
Fu attivo in molte iniziative culturali e sociali. A partire dall'anno 1912 ha istituito diverse fondazioni, tra cui il Museo etnografico e archeologico in Sicilia con sedi a Catania, Siracusa, Modica, Noto, Scicli. A Siracusa nel 1914 fondò l'Unione Siciliana, costituita da esponenti di tutte le classi sociali impegnati per il bene e la valorizzazione della dignità del paese. A Firenze nel 1914 fondò Comunismo, la nuova e vera società, per trasformare i vizi e le virtù dei privilegiati in bene collettivo. Il 22 gennaio 1914 fonda a Terranova di Sicilia il Museum Gelae e trova i ruderi del tempio di Febo e Minerva presso il fiume Gela. Collabora con Ettore Romagnoli per la scrittura dei testi per le prime stagioni del Teatro Greco di Siracusa.
Si occupò inoltre per anni allo studio ed al tentativo di realizzazione di un "linguaggio mondiale" basato sull'etimologia delle parole dalla quale scaturisce un linguaggio comprensibile in tutte le lingue. Nella creazione di tale linguaggio, denominato “Metodo Globale Italiano”, Consoli interagì con diversi esperti del settore dell'epoca, con la Società di Storia Patria della Regia Università di Catania (oggi Università di Catania), la Regia Università di Firenze e con numerose scuole ed istituti d'Italia.
Come uomo politico, fu sindaco del comune di Trecastagni negli anni 1921 – 1922. Durante il suo mandato ha eseguito diverse opere pubbliche, tra cui la costruzione della Via S. Alfio che collega il centro cittadino con il santuario dei Santi Martiri Alfio, Cirino e Filadelfo e inoltre la odierna Piazza Marconi (all'epoca chiamata Piazza del Popolo). 
Fece parte della Massoneria.

## Omaggi
- Nel 1974 l'amministrazione comunale di Trecastagni fece erigere proprio in Piazza Marconi un monumento bronzeo commemorativo di Sebastiano Consoli.

- Il 27 dicembre 2014 è stata scoperta una targa commemorativa nel Comune di Trecastagni su Corso Vittorio Emanuele.

## Opere
- Panfonia, melotragicomedia - Teatro Greco e Anfiteatro Romano - Catania
- Pensiero ed azione – documenti storici, Catania
- Vittorio Emanuele alla II Esposizione Agraria di Catania – versi, Catania
- Lo spiritismo al cospetto della scienza – trattato di psicologia sperimentale
- Come far feste e piazze senza far debiti, edito a Siracusa
- Lettere al capitano Masi – trattato sul trasfert ipnotico edito a Siracusa
- Stefania – melotragedia in tre atti
- A Gela, edita a Siracusa per le feste di Dioniso
- Inno internazionale alla città di Siracusa, eseguita alle Tuileries di Parigi
- Vesuviana, eseguita al Teatro Colonna di Roma e dedicata al Ministro della Pubblica istruzione Luigi Credaro
- La ninfa e il satiro – musica fantasia lirica, eseguita al Teatro Sangiorgi di Catania
- Su le foci del Gela – poemetto sinfonico dedicato alla famiglia Aldisio
- Ricordo di maggio – versi, Catania
- Statuto dell'Unione Siciliana, Catania
- La Francia divorziata dalla Chiesa – versi, Catania
- Il Bucintoro – opera musicale eseguita a Roma al Teatro Colonna
- A Mafata - musica, poemetto sinfonico dedicato all'onorevole Ernesto Nathan sindaco di Roma
- Inno del Rogo – dedicato a Deroye
- Casmena -  in dieci canti
- Stefania - Melotragedia in tre atti

### Riviste
- La giovane Siracusa – rivista di politica di Stato
- Il Rogo – rivista illustrata di scienza, arte e musica
- Il Parlamento – rivista politica illustrata
- Museo - rivista - contrasto dell'arte la famiglia e la guerra - Roma 1917

## Bibliografia

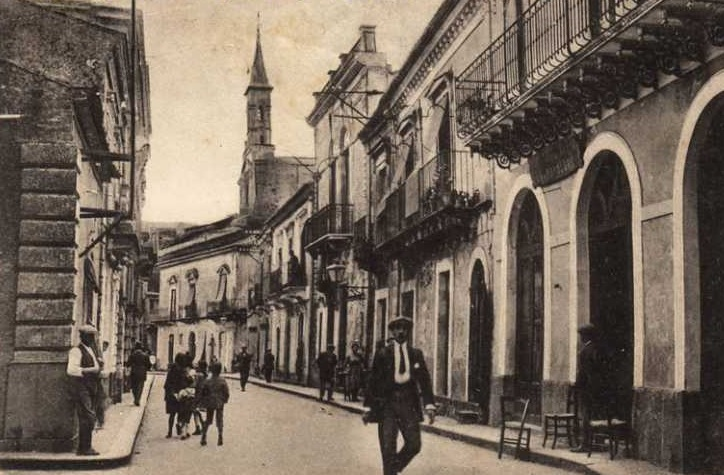
Corso Vittorio Emanuele a Trecastagni in una foto dell'epoca. In fondo sulla destra la casa di Sebastiano Consoli.

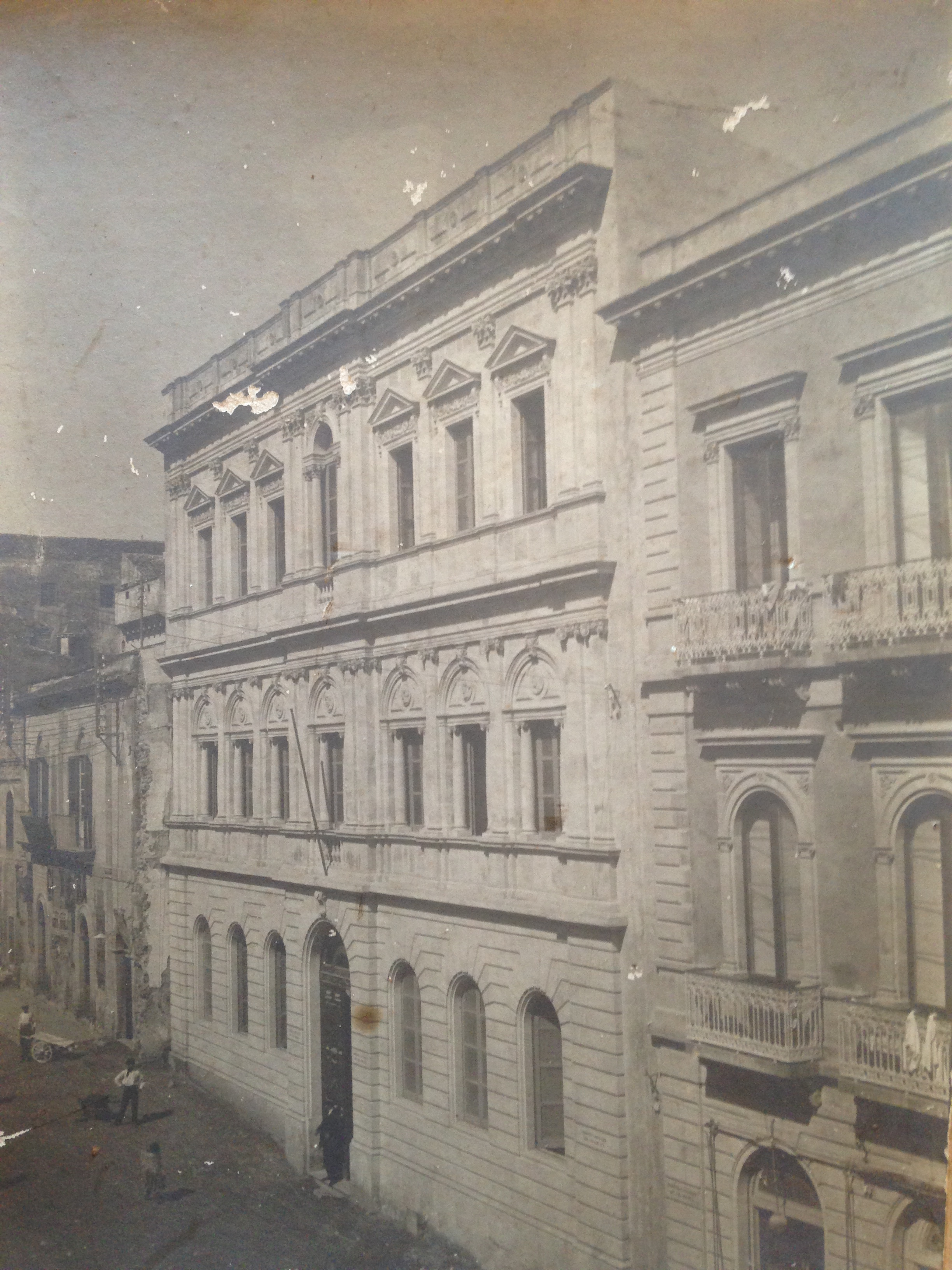
Il palazzo dell'esposizione del Museo Etnografico Siciliano a Siracusa.

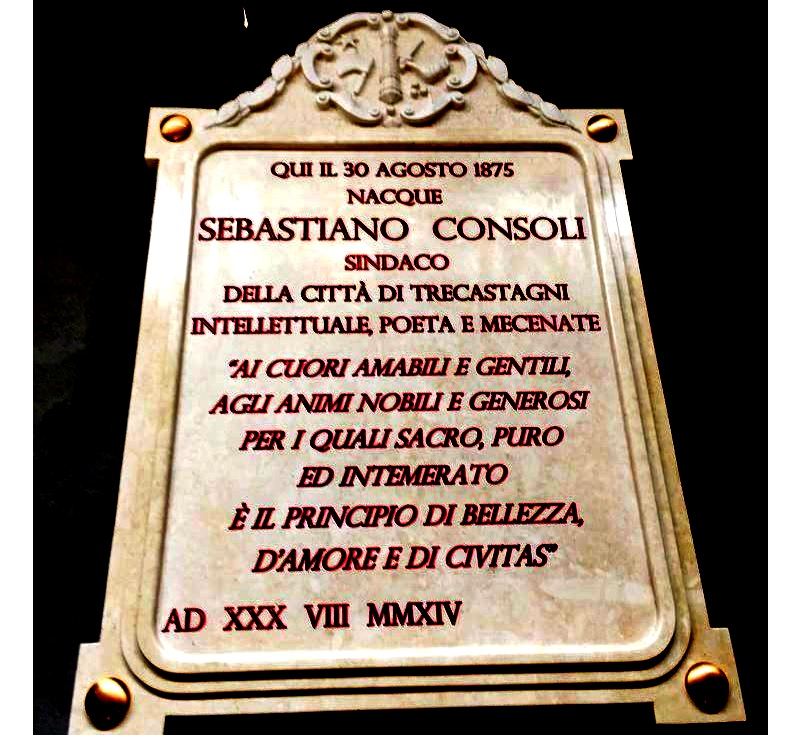
Targa commemorativa inaugurata il 27 dicembre 2014